# Équipe de Cuba des moins de 17 ans de football
Maillots
L'équipe de Cuba des moins de 17 ans est une sélection de joueurs de moins de 17 ans au début des deux années de compétition placée sous la responsabilité de la Fédération de Cuba de football. Elle a remporté le Championnat d'Amérique du Nord, centrale et Caraïbe de football des moins de 17 ans et participa deux fois à la Coupe du monde de football des moins de 17 ans.

## Histoire
L'équipe connaît son âge d'or à la fin des années 1980, sous la houlette de l'entraîneur Manuel Rodríguez, en remportant le championnat de la CONCACAF des moins de 16 ans de 1988 à Trinité-et-Tobago, avec un bilan de sept matchs joués (quatre victoires, deux nuls et une défaite), huit buts marqués et un but encaissé. 
Ce titre permet aux Cubains de disputer leur première Coupe du monde l'année suivante en Écosse. Éliminés au premier tour, ils parviennent à tenir en échec le Ghana (2-2) et enchaînent une deuxième qualification d'affilée au Mondial des moins de 17 ans de 1991 en Italie. Avec trois revers, dont un cinglant 7-2 encaissé face à l'Espagne, les Cubains ne sont plus revenus à une phase finale de Coupe du monde depuis cette date.

## Résultats

### Parcours
Parcours de l'équipe de Cuba des moins de 17 ans en compétitions internationales
| Coupe du monde des moins de 17 ans | Championnat de la CONCACAF des moins de 17 ans |
| --- | --- |
| - 1985 : Non qualifié - 1987 : Non qualifié - 1989 : 1er tour - 1991 : 1er tour - 1993 : Non qualifié - 1995 : Non qualifié - 1997 : Non qualifié - 1999 : Non qualifié - 2001 : Non qualifié - 2003 : Non qualifié - 2005 : Non qualifié - 2007 : Non qualifié - 2009 : Non qualifié - 2011 : Non qualifié - 2013 : Non qualifié - 2015 : Non qualifié - 2017 : Non qualifié - 2019 : Non qualifié - 2023 : Non qualifié | - 1983 : Non inscrit - 1985 : Non inscrit - 1987 : Non inscrit - 1988 : Vainqueur - 1991 : 3e place - 1992 : 4e place - 1994 : Non inscrit - 1997 : Non inscrit - 1999 : Non inscrit - 2001 : Non qualifié - 2003 : Tour finale - 2005 : 3e du groupe A - 2007 : Non qualifié - 2009 : 3e du groupe A - 2011 : 3e du groupe B - 2013 : 3e du groupe D - 2015 : 5e du groupe A - 2017 : 3e du groupe D - 2019 : Non inscrit - 2023 : Huitième de finale |

### Palmarès
- Championnat de la CONCACAF de football des moins de 17 ans (1) :
  - Vainqueur en 1988.
  - Troisième en 1991.

## Personnalités historiques

### Joueurs

#### Effectif actuel (2019)
Source: El Blog del Fútbol Cubano.
| N° | Nat.            | Poste | Nom du joueur              |
| -- | --------------- | ----- | -------------------------- |
|    | Drapeau de Cuba | G     | Amauri Aguilera            |
|    | Drapeau de Cuba | G     | Jairo González             |
|    | Drapeau de Cuba | G     | Kristhian Yosviel Ravelo   |
|    | Drapeau de Cuba | D     | Miguel Ignacio Coll Tamayo |
|    | Drapeau de Cuba | D     | Kevin Martín               |
|    | Drapeau de Cuba | D     | Alejandro Delgado          |
|    | Drapeau de Cuba | D     | Pablo Leonel Tamayo        |
|    | Drapeau de Cuba | D     | Raymond Suárez             |
|    | Drapeau de Cuba | D     | Karel A. Castro            |
|    | Drapeau de Cuba | D     | Dairon De Jesús Delgado    |
|    | Drapeau de Cuba | M     | Carlos Denilson Milanés    |

| No. | Nat.            | Position | Nom du joueur           |
| --- | --------------- | -------- | ----------------------- |
|     | Drapeau de Cuba | M        | York Alejandro González |
|     | Drapeau de Cuba | M        | Dariel Estopiñan        |
|     | Drapeau de Cuba | M        | Lázaro Aballi           |
|     | Drapeau de Cuba | M        | Jonathan Noa            |
|     | Drapeau de Cuba | M        | Dairon Reyes            |
|     | Drapeau de Cuba | M        | Anderson Toledo         |
|     | Drapeau de Cuba | M        | Osniel Pérez            |
|     | Drapeau de Cuba | M        | Jassaer Herrera         |
|     | Drapeau de Cuba | A        | Kevin Quiñones          |
|     | Drapeau de Cuba | A        | Yasniel Matos           |

#### Anciens joueurs
- Vladimir Sánchez
- Luis Martén
- Eliezer Casamayor
- Geosmany Zerguera
- Bernardo Rosette

### Sélectionneurs
- Manuel Rodríguez[3] (1988-??)
- Chandler González[3] (2008-2009)
- Israel Blake Cantero[3] (2010-2011)
- Frank Pérez Espinosa (2012-2013)
- Fidel "Jiqui" Salazar (2014-2015)
- Rufino Sotolongo (2016-2017)
- Reinier Bonora Peñalver (2019-)